# صافية الحلو
صافية الحلو (بالإنجليزية: Safia Elhillo)‏ (من مواليد 16 ديسمبر 1990) شاعرة سودانية أمريكية معروفة بشعرها المكتوب والمنطوق. حصلت الحلو على درجة البكالوريوس من مدرسة جالاتين في جامعة نيويورك ودرجة الماجستير في الشعر من المدرسة الجديدة. قامت بالغناء في جميع أنحاء العالم. حازت على شهرة لعملها وحصلت على العديد من الجوائز الشعرية المرموقة. شاركت المسرح مع شعراء بارزين مثل سونيا شانسيز ودرّست في منظمة سبلت ذا روك الخيرية. حاليًا، هي زميلة والاس ستيجنر في جامعة ستانفورد.

## حياتها
ولدت صافية الحلو في 16 ديسمبر 1990 في روكفيل بولاية ماريلاند لأبوين سودانيين.

## حياتها مهنية
ظهرت قصائدها في العديد من المنشورات، بما في ذلك مجلة بويتري ومجلة كالالو و أكاديمية الشعر الأمريكية سلسة قصيدة في اليوم،، مشاركتها في في مختارات منها قصائد بريك بيت: الشعر الأمريكي الجديد في زمن الهيب- هوب، نساء المقاومة: قصائد من أجل نسوية جديدة، وبنات إفريقيا الجدد.
شاركت الحلو أعمالها على منصات مثل تيد اكس نيويورك، حملة لست مثلهم لشركة اندر ارمور (Under Armour ’s Unlike Any)، شاركت في مسرح ولاية جنوب أفريقيا ومسرح امستردام الجديد في برودواي، وأيضا في منصة تي في 1 الضد والتيار.

## الجوائز
وقد رشحت الحلو ل جائزة بوشكارت اللتي تلقى اهتماما خاصا في العام 2016. وكانت المشاركة الفائزة في عام 2015 بجائزة الشعر الأفريقي جامعة برونيل، فازت أيضاَ بجائزة كتاب سيلرمان الأولى 2016 للشعراء-أفريقيا، وتلقت المنح الدراسية والإقامات من مؤسسة كانم كيف للشعر الاسود والمحادثة، سبايس على رايدر مزرعة. فازت مجموعتها "أطفال يناير" بجائزة الكتاب العربي الأمريكي لعام 2018، وحصلت على جائزة جورج إلينبوجين الشعرية، وهي أول مؤلفة أمريكية سودانية تفوز بالجائزة. في عام 2018، تم إدراجها أيضًا في قائمة 30 تحت ال 30 لمجلة فوربس أفريقيا في فئة التصميمات. حصلت الحلو على زمالة روث ليلي ودوروثي سارجنت روزنبرغ لعام 2018 من مؤسسة الشعر.

## أعمالها
مجموعات طويلة كاملة
- أطفال يناير (مطبعة جامعة نبراسكا، 2017).[17][18]
- الوطن ليس بلدًا (دار نشر بنجم راندوم هاوس 2021).[19]
- الفتيات اللواتي لا يموتن أبدًا (دار اكسفورد للنشر تقريبا، 2019).[20]

الكتب الصغيرة
- أرس بويتكا (ميل 2016 )
- جناح للقذرة (ميل 2016)
- الأسمراني (دار نشر أكاشيك 2016)
- حياة وأوقات سوزي نكلز (صحافة جيدة وغالبًا، 2012)

موضوعات
في كتابها أطفال يناير، تستكشف الحلو مواضيع الانتماء والهوية، لا سيما في سياق الهجرة والجنسية.

## روابط خارجية
- الموقع الرسمي
- "الكاتبة صفية الحلو تتحدث عن التمثيل والإلهام وعدم تجانس هويتها"، مجلس الدراسات الأفريقية، مركز ييل ماكميلان، 13 نوفمبر / تشرين الثاني 2017.
- الملف الشخصي Poets.org